# Carlos Ramírez Yepes
Carlos Alberto Ramírez Yepes (Medellín, 12 de març de 1994) és un ciclista colombià especialitzat en BMX.
Va guanyar la medalla de bronze als Jocs Olímpics de 2016 per darrere de Connor Fields i Jelle van Gorkom.

## Palmarès
- 2016
  -  Medalla de bronze als Jocs Olímpics de Rio de Janeiro en BMX